# USS Cobbler (SS-344)
USS Cobbler (SS-344) là một  tàu ngầm lớp Balao được Hải quân Hoa Kỳ chế tạo trong Chiến tranh Thế giới thứ hai. Nó là chiếc tàu chiến duy nhất của Hải quân Hoa Kỳ được đặt cái tên này, theo tên loài cá cobbler Nam Úc thuộc họ Cá mù làn. Hoàn tất quá trễ để có thể tham gia Thế Chiến II, nó lần lượt được nâng cấp trong khuôn khổ các Dự án GUPPY II và GUPPY III để tiếp tục phục vụ trong giai đoạn Chiến tranh Lạnh cho đến năm 1973. Nó được chuyển giao cho Thổ Nhĩ Kỳ, và tiếp tục hoạt động như là chiếc TCG Çanakkale (S 341) cho đến năm 1998. Số phận sau cùng của con tàu hiện không rõ.

## Thiết kế và chế tạo
Thiết kế của lớp Balao được cải tiến dựa trên  tàu ngầm lớp Gato dẫn trước, là một kiểu tàu ngầm hạm đội có tốc độ trên mặt nước cao, tầm hoạt động xa và vũ khí mạnh để tháp tùng hạm đội chiến trận. Khác biệt chính so với lớp Gato là ở cấu trúc lườn chịu áp lực bên trong dày hơn, và sử dụng thép có độ đàn hồi cao (HTS: High-Tensile Steel), cho phép lặn sâu hơn đến 400 ft (120 m). Con tàu dài 311 ft 9 in (95,02 m) và có trọng lượng choán nước 1.526 tấn Anh (1.550 t) khi nổi và 2.424 tấn Anh (2.463 t) khi lặn. Chúng trang bị động cơ diesel dẫn động máy phát điện để cung cấp điện năng cho bốn động cơ điện, đạt được công suất 5.400 shp (4.000 kW) khi nổi và 2.740 shp (2.040 kW) khi lặn, cho phép đạt tốc độ tối đa 20,25 hải lý trên giờ (37,50 km/h) và 8,75 hải lý trên giờ (16,21 km/h) tương ứng. Tầm xa hoạt động là 11.000 hải lý (20.000 km) khi đi trên mặt nước ở tốc độ 10 hải lý trên giờ (19 km/h) và có thể hoạt động kéo dài đến 75 ngày.
Tương tự như lớp Gato dẫn trước, lớp Balao được trang bị mười ống phóng ngư lôi 21 in (530 mm), gồm sáu ống trước mũi và bốn ống phía phía đuôi tàu, chúng mang theo tối đa 24 quả ngư lôi. Vũ khí trên boong tàu gồm một hải pháo 4 inch/50 caliber, một khẩu pháo phòng không Bofors 40 mm nòng đơn và một khẩu đội Oerlikon 20 mm nòng đôi, kèm theo hai súng máy .50 caliber. Trên tháp chỉ huy, ngoài hai kính tiềm vọng, nó còn trang bị ăn-ten radar SD phòng không và SJ dò tìm mặt biển. Tiện nghi cho thủy thủ đoàn bao gồm điều hòa không khí, thực phẩm trữ lạnh, máy lọc nước, máy giặt và giường ngủ cho hầu hết mọi người, giúp họ chịu đựng cái nóng nhiệt đới tại Thái Bình Dương cùng những chuyến tuần tra kéo dài đến hai tháng rưỡi.
Cobbler được đặt lườn tại xưởng tàu của hãng Electric Boat Company ở Groton, Connecticut vào ngày 3 tháng 4, 1944. Nó được hạ thủy vào ngày 1 tháng 4, 1945, được đỡ đầu bởi bà James B. Rutter, và được cho nhập biên chế cùng Hải quân Hoa Kỳ vào ngày 8 tháng 8, 1945 dưới quyền chỉ huy của Hạm trưởng, Trung tá Hải quân J. B. Grady.

## Lịch sử hoạt động

### USSCobbler
Đi đến Key West, Florida vào ngày 11 tháng 1, 1946, Cobbler hoạt động thực hành huấn luyện tại chỗ và tại vùng biển Caribe cho đến ngày 27 tháng 11, 1948, khi nó lên đường đi Groton, Connecticut, đến nơi vào ngày 1 tháng 12. Tại đây nó được nâng cấp trong khuôn khổ Chương trình Công suất đẩy dưới nước lớn hơn (GUPPY II), giúp cải thiện đáng kể tốc độ lặn dưới nước và tầm xa hoạt động. Sau khi hoàn tất việc nâng cấp vào ngày 17 tháng 8, 1949, nó rời vào ngày 24 tháng 8 để đi đến cảng nhà mới Norfolk, Virginia, đến nơi vào ngày 27 tháng 8.
Cobbler tiếp nối hoạt động tại khu vực Florida, vùng biển Caribe và dọc theo vùng bờ Đông, và đã từng viếng thăm Quebec, Canada từ ngày 10 đến ngày 14 tháng 9, 1953, rồi quay trở về Norfolk vào ngày 19 tháng 9. Nó rời Norfolk vào ngày 27 tháng 3, 1954 cho một lượt hoạt động kéo dài ba tuần lễ cùng Lực lượng Phát triển Tác chiến, hoạt động phối hợp cùng các đơn vị hải quân và không quân Canada trong khu vực trải dài từ Bermuda cho đến Nova Scotia. Đang khi hoạt động ngoài khơi bờ biển New Jersey vào ngày 7 tháng 8, 1957, nó mắc tai nạn va chạm với tàu ngầm Tusk (SS-426) nhưng cả hai đều không có hư hại nào đáng kể.
Cobbler tiếp tục hoạt động thường lệ dọc bờ biển Đại Tây Dương và vùng biển Caribe cho đến ngày 6 tháng 1, 1958, khi nó khởi hành từ Norfolk cho một lượt phục vụ cùng Đệ Lục hạm đội tại Địa Trung Hải, rồi quay trở về vào ngày 18 tháng 4. Nó tiếp tục hoạt động tại vùng bờ Đông, có một chuyến đi sang vùng biển Bermuda vào tháng 6, 1958, và một chuyến đi thực tập dành cho học viên sĩ quan Học viện Hải quân Hoa Kỳ đến Quebec vào tháng 7, 1959. Con tàu được điều sang Lực lượng Phát triển Chống tàu ngầm trực thuộc Hạm đội Đại Tây Dương từ ngày 9 tháng 9, 1959 cho đến hết năm 1960. Nó đã tuần tra cùng Lực lượng Đặc nhiệm A trong sự kiện Vịnh Con Lợn vào tháng 4, 1961, và trong vụ Khủng hoảng tên lửa Cuba sau đó.
Vào năm 1962, Cobbler trở thành một trong chín tàu ngầm tiếp tục được hiện đại hóa sâu rộng trong khuôn khổ Chương trình Công suất đẩy dưới nước lớn hơn (GUPPY III). Để đủ chỗ cho các thiết bị điện tử và phòng bản đồ, thân tàu được kéo dài thêm một đoạn 15 ft (4,6 m) phía trước phòng điều khiển, cấu trúc thượng tầng bằng nhựa, và được bổ sung hệ thống sonar đo xa thụ động BQG-4 PUFF (Passive Underwater Fire Control Feasibility System: Hệ thống Điều khiển hỏa lực thụ động dưới nước khả thi), bao gồm ba cảm biến dạng vây cá mập.
Sau khi hoàn tất việc nâng cấp, nó tiếp tục hoạt động tại Đại Tây Dương, vùng biển Caribe và vịnh Mexico, xen kẻ với những lượt biệt phái sang phục vụ cùng Đệ Lục hạm đội tại Địa Trung Hải.

### TCGÇanakkale(S 341)
Cùng với tàu chị em Corporal, Cobbler được chuyển cho Thổ Nhĩ Kỳ trong khuôn khổ Chương trình Viện trợ Quân sự vào năm 1973; hai chiếc tàu ngầm được bàn giao tại Căn cứ Tàu ngầm Hải quân New London vào ngày 21 tháng 3, 1973. Cobbler chính thức xuất biên chế đồng thời rút tên khỏi danh sách Đăng bạ Hải quân Hoa Kỳ và chuyển giao quyền sở hữu vào ngày 28 tháng 11, 1973. Nó được đổi tên thành TCG Çanakkale (S 341), và là chiếc tàu ngầm thứ hai của Hải quân Thổ Nhĩ Kỳ mang cái tên này. Nó về đến Thổ Nhĩ Kỳ vào ngày 15 tháng 1, 1974 và nhập biên chế vào ngày 12 tháng 2, 1974. 
Çanakkale (S 341) cuối cùng được cho xuất biên chế vào ngày 22 tháng 1, 1998. Số phận của nó hiện không rõ.